# Nidara
Nidara és un gènere de papallones nocturnes de la subfamília Drepaninae.

## Taxonomia
- Nidara calligola Watson, 1965
- Nidara croceina Mabille, 1898
- Nidara marcus Watson, 1965
- Nidara multiversa Watson, 1965
- Nidara pumilla Watson, 1965